# Bridgeport (Pensilvania)
Bridgeport es un borough ubicado en el condado de Montgomery en el estado estadounidense de Pensilvania. En el año 2000 tenía una población de 4,371 habitantes y una densidad poblacional de 2,579.1 personas por km².

## Geografía
Bridgeport se encuentra ubicado en las coordenadas 40°6′14″N 75°20′35″O / 40.10389, -75.34306.

## Demografía
Según la Oficina del Censo en 2000 los ingresos medios por hogar en la localidad eran de $36,899 y los ingresos medios por familia eran $44,292. Los hombres tenían unos ingresos medios de $32,305 frente a los $27,523 para las mujeres. La renta per cápita para la localidad era de $19,420. Alrededor del 7.5% de la población estaba por debajo del umbral de pobreza.